# Kolaras
Kolaras là một thị xã và là một nagar panchayat của quận Shivpuri thuộc bang Madhya Pradesh, Ấn Độ.

## Địa lý
Kolaras có vị trí 25°14′B 77°36′Đ / 25,23°B 77,6°Đ Nó có độ cao trung bình là 460 mét (1509 feet).

## Nhân khẩu
Theo điều tra dân số năm 2001 của Ấn Độ, Kolaras có dân số 15.674 người. Phái nam chiếm 53% tổng số dân và phái nữ chiếm 47%. Kolaras có tỷ lệ 58% biết đọc biết viết, thấp hơn tỷ lệ trung bình toàn quốc là 59,5%: tỷ lệ cho phái nam là 67%, và tỷ lệ cho phái nữ là 47%. Tại Kolaras, 17% dân số nhỏ hơn 6 tuổi.